# Międzynarodowe Stowarzyszenie Trenerów Lekkiej Atletyki
Międzynarodowe Stowarzyszenie Trenerów Lekkiej Atletyki (en. International Track and Field Coaches Association ITFCA) - międzynarodowa organizacja, która została założona w roku 1956. Polska uczestniczy w działalności stowarzyszenia.
Siedziba ITFCA znajduje się w stolicy Grecji - Atenach. Stowarzyszenie skupia ponad 60 narodowych organizacji trenerów lekkiej atletyki. Członkami organizacji są także osoby indywidualne, które w szczególny sposób przysłużył się rozwojowi królowej sportu na świecie. Na mocy statutu stowarzyszenia jego przewodniczącym jest zawsze Grek. Na stanowisku wiceprzewodniczących znajdują się przedstawiciele USA i Japonii (dawniej także ZSRR). 
Celem działania stowarzyszenia jest rozwój międzynarodowych kontaktów między trenerami lekkoatletycznych z różnych części świata. ITFCA organizuje szereg kongresów i sympozjów dydaktycznych służących wymianie zagadnień szkoleniowych. 
ITFCA jest niezależne od Międzynarodowej Amatorskiej Federacji Lekkoatletycznej.